# Alto Palatinado
El Alto Palatinado (en alemán: Oberpfalz, pronunciación: /ˈoːbɐˌp͡falt͡s/ⓘ) es una de las siete regiones administrativas en que está dividido el estado alemán de Baviera.
Se encuentra en el este del Estado federal. Al suroeste limita con la Alta Baviera, al sur con la Baja Baviera, al oeste con la Franconia Media y al norte con la Alta Franconia. Además limita al este con la República Checa, cuya frontera se encuentra abierta desde 2008 gracias al Acuerdo de Schengen.
Su capital administrativa es Ratisbona.

## División administrativa
La región del Alto Palatinado está compuesta por tres ciudades-distrito (Kreisfreie Städte) y siete distritos rurales (Landkreise):

### Ciudades-distritos
1. Amberg
2. Ratisbona
3. Weiden in der Oberpfalz

### Distritos rurales
1. Amberg-Sulzbach
2. Cham
3. Neumarkt in der Oberpfalz
4. Neustadt an der Waldnaab
5. Regensburg
6. Schwandorf
7. Tirschenreuth

## Geografía

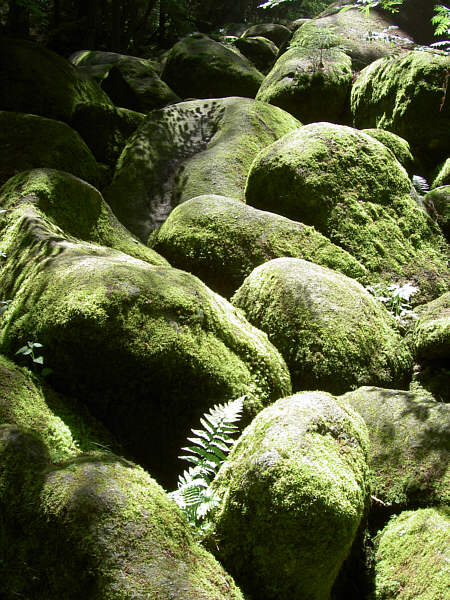
Reserva natural Doost, entre Floß y Neustadt an der Waldnaab

En el Alto Palatinado hay algunas cordilleras, varios esteros y lagos. En comparación con otras regiones de Alemania, el Alto Palatinado tiene más bien una densidad baja de habitantes por kilómetro cuadrado. Las regiones  más importantes son:
- Oberpfälzer Wald
- Oberpfälzer Seenland
- Steinwald
- Waldnaab/Wondreb-Senke
- Bayerischer Wald
- Künisches Gebirge
- Naabtal
- Vilstal
- Oberpfälzer Jura

## Historia
Históricamente el Alto Palatinado se identifica con el Nordgau de Baviera, que era una parte del viejo ducado de Baviera. El nombre está directamente ligado al Palatium (en alemán: Pfalz), y al derivado Kurpfalz.
Desde la muerte de Luis II, duque de Baviera en 1294, la casa de Wittelsbach se dividió en dos ramas, la mayor gobernó el Palatinado y la más joven Baviera. La rama del Palatium abarcaba una parte del territorio de la Baviera del Norte, que más tarde pasó a llamarse Alto Palatinado en Baviera. Durante la guerra de los Treinta Años, fue ocupada a Federico V por los bávaros comandados por Maximiliano I en el verano de 1621. Conquista que mantuvieron en la Paz de Westfalia de 1648.
El Bajo Palatinado (Niederpfalz) o Palatinado Renano (Rheinpfalz) forma parte del land alemán de Renania-Palatinado y no tiene contacto físico con el anterior. Ambos constituyen la región histórica denominada Palatinado.

## Población
Población del Alto Palatinado:
| 1939 | 694 742   |
| 1950 | 906 822   |
| 1961 | 898 580   |
| 1970 | 963 833   |
| 1987 | 969 868   |
| 2002 | 1 088 929 |

## Transporte

### Ferrocarril
La región del Alto Palatinado es atravesada por las siguientes líneas de ferrocarril:
- Ratisbona - Schwandorf - Weiden - Marktredwitz - Hof
- Weiden - Bayreuth
- Núremberg – Neukirchen - Weiden
- Núremberg–Ratisbona- Neumarkt in der Oberpfalz - Ratisbona
- Ratisbona - Straubing - Passau
- Schwandorf - Amberg - Núremberg
- Schwandorf - Cham - Furth im Wald
- Cham - Bad Kötzting - Lam
- Donautalbahn - Ratisbona – Ingolstadt

### Autopistas
- A 3
- A 6
- A 93

### Aeropuertos
Los aeropuertos más cercanos son:
- Aeropuerto de Núremberg
- Aeropuerto de Hof
- Aeropuerto de Múnich
- Aeropuerto de Linz, en Austria

## Economía y comercio

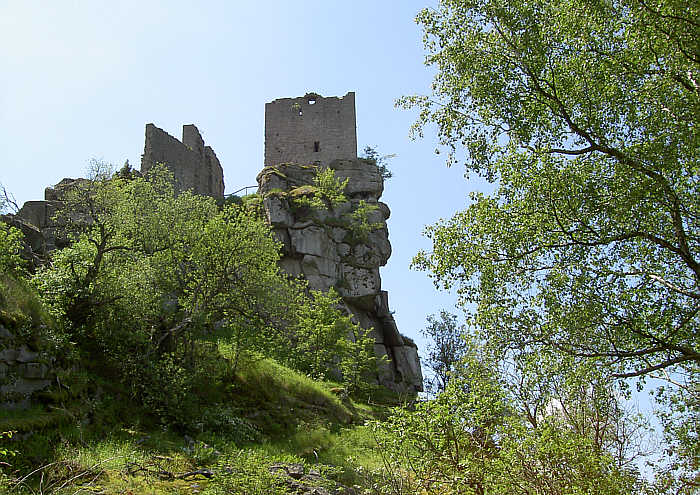
Las ruinas del fuerte Flossenbürg son un gran atractivo turístico.

La economía del Alto Palatinado sufrió un gran cambio en la década de 1994-2004. La tasa de desempleo, tanto en el sector primario (agricultura y acuicultura) como en la industria, aumentó considerablemente. Sin embargo, la tasa de empleo en el sector de servicios aumentó en un 18,8%. Hoy en día la economía ha resurgido y la tasa de desempleo se ha estabilizado en 4,6%. Según su producto interno bruto (119,3), el Alto Palatinado pertenece a las regiones más pudientes de la Unión Europea (EU27: 100, Alemania: 115,8) (2004).
El comercio en la región se distribuye más que nada en las PYMEs, muchas de ellas pertenecen a las líderes de su rama. El turismo también tiene un papel destacado en la región. A pesar de que la agricultura fue muy importante en los años anteriores, hoy en día tiene un rol menor.
El sector industrial se encuentra más que nada en la Gran Ratisbona:
- BMW
- Krones AG
- Infineon
- Continental

Ratisbona es también la 5.ª ciudad en producción de Biotecnología de Alemania.
El distrito rural de Schwandorf recauda la mayor cantidad de impuestos en la región. Allí hay más de 300 empresas industriales que emplean a más de 16 000 personas:
- Meiller direct GmbH
- Benteler Automobiltechnik GmbH
- Nabaltec AG en Schwandorf
- Innovationspark Wackersdorf (BMW)
- Läpple AG, cuya fábrica se encuentra en Teublitz
- F.EE GmbH in Neunburg v.W.
- Heidelberg Cement AG en Burglengenfeld

Desde la Edad Media hasta los años 1980 se explotaron los yacimientos de mena en el Alto Palatinado. También la industria del hierro y acero aceleraron el crecimiento económico en esa época.

## Turismo
La región tiene además varios atractivos turísticos, tales como los bosques Oberpfälzer Wald, Stiftland y Steinwald en el norte del Alto Palatinado. En las cercanías de Schwandorf en cambio son los lagos los que determinan el paisaje. En el medio de la región se encuentran los altos Jurahöhen y el valle Naabtal. El Bosque bávaro queda tanto en la Baja Baviera como en el Alto Palatinado y es una gran fuente de turismo para la zona. La reserva natural Oberpfälzer Wald, Naturpark Oberer Bayerischer Wald y Naturpark Bayerischer Wald protegen el mencionado bosque.
Con sus más de 600 castillos y fortalezas, el Alto Palatinado tiene la mayor cantidad de esas construcciones en el Estado, por lo que es llamado "El castillo de Baviera" (Bayerisches Burgenland).
No menos importante es que el Alto Palatinado es una de las regiones alemanas más baratas para vacacionar.

## Política
Desde 1999 Rupert Schmid (CSU) es el presidente del Alto Palatinado. Sus vicepresidentes son Ludwig Spreitzer (CSU) y Norbert Hartl (SPD).